# Micarta

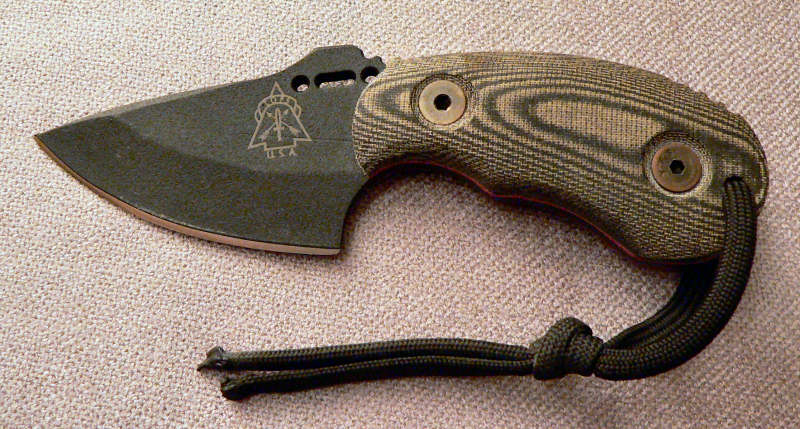
Skinner mit Griff aus Micarta

Micarta ist ursprünglich der Markenname für ein Hartgewebe von General Electric und bezeichnet einen Faser-Kunststoff-Verbund. Der Name wird aber auch für eine Anzahl ähnlicher Materialien von verschiedenen Herstellern verwendet. Allen ist gemein, dass bei ihrer Herstellung ein saugfähiger Trägerstoff (Zellstoff, Leinen, Holz etc.) mit Phenolharz getränkt wird. Nachdem das Kunstharz ausgehärtet ist, kann man das Stück Micarta zurechtschleifen. Bei unterschiedlich gefärbten Materialien tritt eine Maserung hervor, es gibt aber ebenso homogen aussehende Micarta-Sorten. 
Durch Eigenschaften wie dimensionale Beständigkeit unter wechselnden Bedingungen und Wasserfestigkeit ist es ein beliebtes Material zur Herstellung von Messergriffen und Sportbogenmittelteilen. Zudem ist es mit geeigneten Mitteln gut zu bearbeiten (Stäube und Dämpfe sind allerdings gesundheitsschädlich) und beliebig einzufärben. Im technischen Bereich wird es als Isolierstoff benutzt.
Micarta wird für Messergriffe verwendet. Insbesondere in der Fernsehserie Wettkampf der Waffenschmiede wird es oft verwendet.